# Amphiprox
L'anfiproce (gen. Amphiprox) è un mammifero artiodattilo estinto, appartenente ai cervidi. Visse all'inizio del Miocene superiore (circa 10 milioni di anni fa) e i suoi resti fossili sono stati ritrovati in Europa.

## Descrizione
Questo animale possedeva una corporatura snella, simile a quella dei cervidi odierni come i caprioli o i daini; le dimensioni, in ogni caso, erano minori e il peso di Amphiprox non doveva superare i 25 chilogrammi. L'aspetto generale doveva richiamare quello dei cervidi precedenti del Miocene medio, come Euprox, e le corna erano ancora semplici e dotate di due punte. Le zampe, tuttavia, erano più allungate rispetto a quelle dei suoi parenti più primitivi: in particolare, il radio era molto lungo.

## Classificazione
Descritto per la prima volta da Haupt nel 1935, Amphiprox è noto principalmente per una specie, A. anocerus. È considerato parte di una notevole radiazione evolutiva di cervidi del Miocene medio – superiore, che si diffusero in Europa e in Asia e in breve tempo diedero vita a forme simili a quelle attuali. Tra questo gruppo di cervidi, Amphiprox rappresenta una forma di transizione.

## Paleobiologia
Al contrario di altre forme come Euprox o Heteroprox, probabilmente abitatrici di terreni boschivi, Amphiprox doveva essere un abitatore di spazi più aperti e di pianure moderatamente boscose; le lunghe zampe indicano che, forse, Amphiprox poteva vivere in zone più montuose rispetto ai suoi simili. La dentatura di questo animale, inoltre, lo denota come un brucatore con tendenze onnivore.